# Juan Tomás Celma
Juan Tomás Celma (fou un manyà, i pintor nascut al voltant de l'any 1518 - 1578, Segons declaracions seves del 1555, en actuacions d'un curiós procés incoat a Alonso Berruguete per una venda il·lícita de vi) es tracta d'una figura molt important en l'art del Renaixement, i que no s'ha de confondre amb el seu nebot, Juan Bautista Celma), també pintor, forjador i escultor, del qual en va ser el seu mestre.
Alguns biògrafs han suposat que Juan Tomás i Juan Bautista Celma eren una sola persona, però les investigacions de Martí i Monsó (Estudios històrico-artísticos, pàg. 555) van dissipar el dubte, establint que Juan Bautista encara vivia el 1600, mentre Juan Tomás ja havia mort el 1595. El 1571 forjà la reixa del cor de l'Església de San Benito el Real de Valladolid; Quadrado el considera autor de la reixa del cor de l'església del Pilar de Saragossa, començada el 1574.